# Almeida Prado
José Antônio Rezende de Almeida Prado, né le 8 février 1943 à Santos et mort le 21 novembre 2010, est un compositeur et pianiste brésilien.

## Biographie
Almeida Prado fait ses premières études musicales à São Paulo avec Dinorá de Carvalho (en), Camargo Guarnieri et Osvaldo Lacerda (en). Il remporte un premier prix au I Festival de Música da Guanabara en 1969 pour sa cantate Pequenos Funerais Cantantes, basée sur un texte d'Hilda Hilst. Il poursuit ses études de composition à Paris avec Olivier Messiaen et Nadia Boulanger de 1970 à 1973 et, brièvement, avec György Ligeti et Lukas Foss à Darmstadt.
Dès son retour au Brésil en 1973 il enseigne tout d'abord au Conservatório Municipal de Cubatão, puis à l'Institut des Arts de l'Université d'État de Campinas (UNICAMP), où il crée le cours de musicologie. Il travaille en parallèle sur sa thèse de doctorat intitulée « Lettres célestes, une Uranographie sonore créatrice de nouveaux processus de composition » qu'il présentera en 1986. Il prendra sa retraite de professeur de l'Unicamp en 2000. Cette même année, il composera les Cartes célestes no 8, une symphonie pour violon et orchestre, commanditée par le ministère de la Culture pour la célébration du 5e centenaire de la découverte du Brésil.
Jusqu'à son décès en 2010,, conséquence du diabète dont il souffrait, Almeida Prado vécut à São Paulo où il donnait occasionnellement des cours de musique et présentait pour la Fondation Padre Anchieta (en), un programme radiophonique sur rádioCultura FM intitulé Kaleidoscópio qui portait sur la musique contemporaine.
Membre honoraire du Centre international de percussions de Genève, le Prix Lili Boulanger lui est décerné deux fois. Une bonne partie de son œuvre est éditée par Tonos Verlag, de Darmstadt.
En janvier 2007, sa cantate Hiléia, Um Mural da Amazônia, basée sur un poème du même nom d'Ives Gandra Martins (pt) est donnée à Carnegie Hall par l'Orquestra Bachiana Filarmônica de São Paulo dirigé par João Carlos Martins.

## Œuvre
Il écrit aussi bien pour orchestre, musique vocale ou musique de chambre. L'œuvre pour piano est riche de séries originales comme les 18 Cartas Celestes (« Cartes célestes »),, souvent jouées en concert par de grands interprètes.
- Aurora, pour piano et orchestre (1975) Commande du planétarium de São Paulo.
- Concerto pour piano no 1 (1982–1983) Commande du pianiste Antônio Guedes Barbosa.
- Concerto Fribourgeois (1985) Commande de Paul et Margrit Hahnloser.

## Discographie
- Pequenos funerals cantates ao poeta Carlos Maria de Araujo (Small sung obsequies for the poet Carlos Maria de Araujo) (1969) et Sinfonia dos Orixas (1984-85). Clarissa Cabral (mezzo-soprano), Sabah Teixeira (bass baritone). Sao Paulo Symphony Choir et Sao Paulo Symphony Orchestra. Dir. : Neil Thomson. Label : Naxos. Référence 8.574411. Sortie Mai 2023.
- Concerto pour piano no 1, Concerto Fribourgeois ; Aurora - Sonia Rubinsky, piano Minas Gerais Philharmonic Orchestra, dir. Fabio Mechetti (18–22 mai 2019, Naxos 8.574225)
- 15 Cartas Celestes (4 volumes) – Aleyson Scopel, piano (2015-2017, Grand Piano)